# Гігантський магнетоопір
Гігантський магнетоопір, ГМО (англ. Giant magnetoresistance, GMR) — квантово-механічний ефект, що спостерігається у металевих плівках, які складаються з феромагнітних і провідних немагнітних шарів. Ефект полягає у значній зміні електричного опору таких структур при зміні взаємного напрямку намагніченості сусідніх магнітних шарів. Напрямком намагніченості можна керувати, наприклад, шляхом застосування зовнішнього магнітного поля. В основі ефекту лежить розсіяння електронів, що залежить від напрямку спіну. За відкриття гігантського магнетоопору в 1988 році фізики Альбер Ферт (Університет Париж-Південь XI) і Петер Грюнберг (Юліхський дослідницький центр) були нагороджені Нобелівською премією з фізики у 2007 році.
Основними сферами застосування ефекту є давачі магнітного поля, що використовуються в жорстких дисках, біосенсорах, приладах мікроелектромеханічних систем та інших. Структури з гігантським магнетоопором застосовувались у магніторезистивній оперативній пам'яті як логічні комірки для зберігання одного біту інформації.
У літературі термін гігантський магнетоопір інколи плутають із колосальним магнетоопором феро- і антиферомагнітних напівпровідників, який не пов'язаний з багатошаровими структурами.

## Математичне формулювання
Магнетоопором називають залежність електричного опору зразка від величини зовнішнього магнітного поля. Його характеризують величиною
{\displaystyle \delta _{H}={\frac {R(0)-R(H)}{R(H)}},}
де {\displaystyle R(0)} — опір зразка за відсутності магнітного поля, а {\displaystyle R(H)} — його опір в магнітному полі з напруженістю {\displaystyle H}. На практиці також застосовують альтернативні форми запису, що відрізняються знаком виразу та використовують питомий електричний опір. Інколи використовують відношення зміни опору до його значення в нульовому полі.
Термін «гігантський магнетоопір» вказує на те, що величина {\displaystyle \delta _{H}} для багатошарових структур значно перевищує анізотропний магнетоопір, який, як правило, не перевищує кількох відсотків.

## Історія відкриття

ГМО, результати Альбера Ферта і Петера Грюнберга (1988 рік): зміна опору Fe/Cr надґраток за температури 4,2 К при прикладанні зовнішнього магнітного поля напруженістю H. Зовнішнє поле і струм спрямовані вздовж осі [110]. Праворуч стрілкою вказано найбільшу досягнуту зміну у відсотках. H_{s} — поле насичення.

Ефект ГМО було експериментально відкрито у 1988 році двома науковими колективами незалежно один від одного: лабораторіями Альбера Ферта і Петера Грюнберга. Практичне значення цього відкриття було відзначено присудженням Ферту і Грюнбергу Нобелівської премії з фізики у 2007 році.

### Передісторія
Перші математичні моделі, що описували вплив намагніченості матеріалів на рухливість носіїв заряду в них завдяки наявності спіну, з'явились ще у 1936 році. Експериментальні факти, які дозволяли передбачити можливість підсилення ефекту залежності опору від магнітного поля (тобто збільшення {\displaystyle \delta _{H}}), були відомі з 1960-х. Наприкінці 1980-х фізиками було добре вивчено анізотропний магнетоопір, але величина {\displaystyle \delta _{H}} для цього ефекту не перевищувала кількох відсотків. Експериментальні дослідження у напрямку збільшення {\displaystyle \delta _{H}} стали можливими з появою методів на кшталт молекулярно-променевої епітаксії, яка дозволила виготовляти тонкі багатошарові плівки товщиною в одинці нанометрів.

### Експеримент і його пояснення
Ферт і Грюнберг досліджували ефекти, пов'язані з електричним опором структур, що включали в себе феромагнітні та неферомагнітні матеріали. Зокрема Ферт займався провідністю багатошарових плівок, а Грюнберг у 1986 році відкрив обмінну взаємодію антиферомагнітного характеру в плівках Fe/Cr.
У роботі, в якій було заявлено про відкриття ефекту, досліджувався магнетоопір надґраток (001)Fe/(001)Cr. В цьому експерименті на об'ємноцентровану кубічну ґратку GaAs у високому вакуумі наносилися шари заліза і хрому за температури підкладки близько 20 °C.
За товщини шарів Fe в 30 Å та варіювання товщини немагнітного хромового прошарку між ними від 9 до 30 Å збільщення товщини прошарків хрому в надґратці послаблювало антиферомагнітний зв'язок між шарами заліза та полем розмагнічування. Останнє також зменшувалось при збільшенні температури від 4,2 К до кімнатної. Зміна товщини немагнітних шарів приводила до суттєвого зменшення залишкової намагніченості у петлі гістерезису. Було показано сильну залежність опору зразка (зміна до 50 %) від величини зовнішнього магнітного поля за температури 4,2 К. У статті Ферта 1988 року новий ефект було названо гігантським магнетоопором, аби підкреслити його значну величину у порівнянні з анізотропним магнетоопором.
Автори відкриття також висунули припущення, що в основі ефекту лежить так зване спін-залежне розсіяння електронів у надґратці (залежність опору шарів від взаємної орієнтації їхньої намагніченості та спінів електронів). Теоретичний опис ГМО для різних напрямків струму було зроблено протягом кількох наступних років. Напрямок струму вздовж шарів (так звана CIP-геометрія, англ. current in plane — струм в площині) в класичному наближені було досліджено Р. Кемлі у 1989 році, а у квантовому — П. Леві у 1990-му. Теорія ГМО для струму, спрямованого перпендикулярно шарам (CPP-геометрія, англ. current perpendicular to plane — струм перпендикулярно до площини), відома як теорія Валета — Ферта, була опублікована у 1993 році. У той же час практичний інтерес представляє CPP-геометрія, оскільки сенсори на його основі, вперше запропоновані Р. Ротмайєром у 1994 році демонструють більшу чутливість, ніж сенсори на основі CIP.

## Теорія

### Основні положення

#### Спін-залежне розсіяння

Густина електронних станів у магнітних і немагнітних металах. 1 Структура з трьох незалежних шарів: двох феромагнітних і одного немагнітного (стрілки позначають напрям намагніченості). 2 Розщеплення густини електронних станів для електронів з різним напрямком спіну відповідно кожному шару в структурі (стрілки позначають напрямок спіну). F Рівень Фермі. Примітка: напрямок магнітного моменту протилежний до сумарного спіну на рівні Фермі

Електричний опір зразка залежить від багатьох факторів, серед яких у магнітовпорядкованих матеріалах суттєву роль відіграє розсіяння електронів на магнітній підґратці кристалу, тобто сукупності кристалографічно еквівалентних атомів з ненульовим атомним магнітним моментом, які утворюють власну кристалічну ґратку. Розсіяння залежить від орієнтації спіну електрона по відношенню до магнітних моментів атомів. Для визначеності часто покладають, що електрони провідності мінімально взаємодіють з атомами, магнітний момент яких має паралельний їхньому спіну напрямок, і максимально у випадку антипаралельних напрямків. Взаємодія також буде сильною у парамагнітному стані, коли всі магнітні моменти атомів напрямлені хаотично, без виокремленого напрямку намагніченості.
Для таких хороших провідників як золото чи мідь, рівень Фермі знаходиться всередині sp зони, а d зона повністю заповнена. У феромагнетиках спостерігається інша ситуація. В них залежність взаємодії електронів з атомами від напрямку їх спінів пов'язана із заповненістю зони, яка відповідає за магнітні властивості (3d для таких металів як залізо, нікель чи кобальт). d зона феромагнетиків є розщепленою, оскільки вона містить різну кількість електронів зі спінами, напрямленими «вгору» і «вниз» (напрямки є умовністю аби відрізнити дві групи електронів). Це є причиною різниці у густині електронних станів на рівні Фермі для спінів, напрямлених у різні сторони. Тут кажуть про електрони з неосновним напрямком спіну (англ. minority-spin electrons) для тої частини d зони, що заповнена менше (наприклад, де спіни напрямлені вниз), і електрони з основним напрямком для другої її частини (англ. majority-spin electrons), яка виявляється заповненою повністю (спіни напрямлені вгору). Рівень фермі для електронів з основним напрямком спінів знаходиться всередині sp зони, внаслідок чого їх рух у феромагнетику подібний до руху електронів у немагнітному металі. Для електронів з неосновним напрямком спінів sp і d зони виявляються гібридизованими, а рівень Фермі лежить всередині d зони. Гібридизована spd зона феромагнетиків характеризується високою густиною станів, що проявляється як зменшення довжини вільного пробігу {\displaystyle \lambda } електронів з неосновним напрямком спінів у порівнянні з основним. У нікелі, легованому кобальтом, відношення {\displaystyle \lambda _{\uparrow }/\lambda _{\downarrow }} (для електронів з різними напрямками спіну) може збільшуватися до 20 або зменшуватися до 0,3 за легування хромом.
Згідно з теорією Друде, провідність пропорційна довжині вільного пробігу і знання {\displaystyle \lambda _{\uparrow }/\lambda _{\downarrow }} дозволяє оцінити співвідношення провідностей для цих двох груп електронів. Типова довжина вільного пробігу у тонких металевих плівках лежить в інтервалі від кількох одиниць до кількох десятків нанометрів. Електрон «пам'ятає» напрямок спіну на так званій довжині спінової релаксації (яку також називають довжиною спінової дифузії), яка може значно перевищувати довжину вільного пробігу. Вона визначає ефективність спін-поляризованого транспорту електронів. Коли спостерігається залежність електричного опору від напрямку спіну носія заряду, то говорять про спін-залежний рух електронів. Спін-залежне розсіяння у феромагнетиках відбувається при переходах електронів провідності між нерозщепленою 4s і розщепленою 3d зонами.
Існують матеріали, для яких слабшою є взаємодія між електронами і атомами, чиї спіни і магнітні моменти антипаралельні. Комбінацією обох цих типів матеріалів можна отримати так званий інверсний ефект ГМО. Тому, коли конкретний механізм взаємодії не принциповий, для збереження загальності підходу кажуть про електричну провідність для електронів з основним і неосновним напрямком спінів, яким відповідають більша і менша густина електронних станів. Визначення співвідношення між провідностями або питомими опорами для цих двох груп електронів є достатнім для побудови феноменологічної теорії.
|                                                                               |
| Мідь (немагнітний метал). F — рівень Фермі. По вертикальній осі енергія в еВ. |

|                                    |
| Кобальт (основний напрямок спінів) |

|                                      |
| Кобальт (неосновний напрямок спінів) |

#### CIP і CPP геометрії підключення

Схеми розміщення спінових клапанів у геометрії CIP (ліворуч) і CPP (праворуч) у голівці зчитувача. Червоним позначено провідники, по яким подається струм до сенсора, зеленим і жовтим — феромагнітні та немагнітний шари у сенсорі. V — прикладена різниця потенціалів.

Магнітну надґратку можна під'єднати до електричного кола двома способами. За так званої CIP (англ. current in plane, струм у площині) геометрії, електричний струм розповсюджується вздовж шарів надґратки, а електроди розміщено на одній стороні всієї структури. За CPP (англ. current perpendicular to plane, струм перпендикулярно до площини) геометрії струм розповсюджується перпендикулярно шарам надґратки, а електроди розміщено по різні її сторони.. CPP-геометрія характеризується більшими величинами ГМО (більш ніж у два рази у порівнянні з CIP), але й складніша для технічної реалізації.

#### Проходження струму крізь магнітну надґратку

Спіновий клапан на основі ГМО (ФНҐ і АНҐ структури). ФМ — феромагнітний шар (стрілками вказано напрямок намагніченості), НМ — немагнітний шар. Електрони з напрямками спінів вгору по-різному розсіюються при проходженні клапану, внаслідок чого змінюється ступінь їх розсіяння (тобто електричний опір) і еквівалентна схема опору клапану.

Характеристики магнітної впорядкованості відрізняються у надґратках з феромагнітною (ФНҐ) і антиферомагнітною (АНҐ) взаємодією між шарами. В першій напрямок намагніченості різних феромагнітних шарах за відсутності прикладеного поля однакові, а у другій протилежні напрямки чергуються. Електрони, які розповсюджуються крізь ФНҐ з антипаралельним напрямком спіну по відношенню до намагніченості ґратки, майже не розсіюватимуться, а електрони зі співнапрямленим до намагніченості шарів спіном будуть розсіюватися. При проходженні АНҐ зазнаватимуть розсіяння електрони з будь-яким напрямком спінів: акти розсіяння для кожного окремо вибраного електрона матимуть місце при проходженні шару з намагніченістю, співнапрямленою до його спіну. Оскільки величина опору зразка збільшується зі збільшенням кількості актів розсіяння, опір АНҐ буде вищим, ніж опір ФНҐ.
Для побудови приладів, що використовують ефект ГМО, необхідно мати можливість динамічно перемикати стан ґратки між станами з паралельною чи антипаралельною намагніченістю шарів. У першому наближенні густина енергії взаємодії двох феромагнітних шарів, які розділені немагнітним прошарком, пропорційна скалярному добутку їхніх намагніченостей:
{\displaystyle w=-J(\mathbf {M} _{1}\cdot \mathbf {M} _{2}),}
Залежність коефіцієнта {\displaystyle J} від товщини немагнітного шару {\displaystyle d_{s}} осцилює. Тому {\displaystyle J} може змінюватися як за величиною, так і за знаком. Якщо підібрати {\displaystyle d_{s}} таким чином, що основним буде антипаралельний стан, то перемикання надґратки з антипаралельного стану (великий опір) у паралельний (низький опір) буде відбуватись під дією зовнішнього поля. Повний опір структури можна представити у вигляді
{\displaystyle R=R_{0}+\Delta R\sin ^{2}{\frac {\theta }{2}},}
де {\displaystyle R_{0}} — опір ФНҐ, {\displaystyle \Delta R} — інкремент ГМО, {\displaystyle \theta \in [-\pi ,\pi ]} — кут між намагніченостями сусідніх шарів.

### Математичний опис
Для математичної формалізації явища вводяться два так званих спінових канали електропровідності, які відповідають провідності електронів, для яких опір, відповідно, мінімальний та максимальний. Співвідношення між ними часто визначається у термінах коефіцієнта спінової анізотропії {\displaystyle \beta }, який можна ввести визначенням мінімального і максимального питомих електричних опорів {\displaystyle \rho _{F\pm }} для спін-поляризованого струму у вигляді
{\displaystyle \rho _{F\pm }={\frac {2\rho _{F}}{1\pm \beta }},}
де {\displaystyle \rho _{F}} — середній питомий опір феромагнетика.

#### Резисторна модель для CIP і CPP структур
В умовах, коли розсіяння носіїв струму на межі між феромагнітним і немагнітним металами мале, а напрямок спінів електронів зберігається досить довго, зручно розглядати модель, в якій електричний опір зразка визначається опорами магнітних і немагнітних шарів окремо.
Наявність двох каналів провідності для електронів з різним напрямком спіну по відношенню до намагніченості у шарах структури свідчить, що еквівалентна схема ГМО структури буде складатись з двох паралельно сполучених резисторів, які відповідають кожному з каналів. У такому випадку вираз для магнетоопору набуде вигляду
{\displaystyle \delta _{H}={\frac {\Delta R}{R}}={\frac {R_{\uparrow \downarrow }-R_{\uparrow \uparrow }}{R_{\uparrow \uparrow }}}={\frac {(\rho _{F+}-\rho _{F-})^{2}}{(2\rho _{F+}+\chi \rho _{N})(2\rho _{F-}+\chi \rho _{N})}},}
де індекси в R позначають співнапрямлену і протинапрямлену орієнтації намагніченості в шарах, {\displaystyle \chi =b/a} — відношення товщин немагнітного і магнітного металів, {\displaystyle \rho _{N}} — питомий опір немагнітного металу. Цей вираз можна застосувати для CIP і CPP структур. За виконання умови {\displaystyle \chi \rho _{N}\ll \rho _{F\pm }} цю залежність можна переписати у простішому вигляді через коефіцієнт спінової асиметрії:
{\displaystyle \delta _{H}={\frac {\beta ^{2}}{1-\beta ^{2}}}.}
Подібний прилад, чий опір відрізняється для електронів з різними напрямками спіну, прийнято називати спіновим клапаном. Кажуть, що він відкритий, якщо намагніченості в його шарах орієнтовані паралельно, і закритий у протилежному випадку.
Нехай надґратка складається з двох магнітних шарів товщиною a і немагнітного прошарку товщиною b між ними. Якщо вважати, що при проходженні такої структури час перебування електрона в кожному з шарів пропорційний його товщині, то питомий опір структури можна записати у вигляді
{\displaystyle \rho ={\frac {a(\rho _{F1}+\rho _{F2})+b\rho _{N}}{2a+b}},}
де індекси F1 і F2 позначають перший і другий магнітні шари відповідно, а N — немагнітний шар. Якщо знехтувати розсіянням електронів при проходженні границь між шарами і спіновою релаксацією, то для зразка довжиною L і площею перетину S опори для паралельної і антипаралельної конфігурацій намагніченості будуть мати вигляд
{\displaystyle R_{\uparrow \uparrow }^{CIP}={\frac {L}{(2a+b)S}}\left({\frac {1}{2a\rho _{F+}+b\rho _{N}}}+{\frac {1}{2a\rho _{F-}+b\rho _{N}}}\right)^{-1},}
{\displaystyle R_{\uparrow \downarrow }^{CIP}={\frac {L}{2(2a+b)S}}\left[a(\rho _{F+}+\rho _{F-})+b\rho _{N}\right].}
Тут індекси в інтегральних опорів R позначають співнапрямленість намагніченості в шарах структури (враховано, що еквівалентна схема структури виглядає як паралельне з'єднання каналів для електронів з протилежними напрямками спінів). Тоді магнетоопір можна записати як
{\displaystyle {\frac {\Delta R^{CIP}}{R^{CIP}}}={\frac {R_{\uparrow \downarrow }^{CIP}-R_{\uparrow \uparrow }^{CIP}}{R_{\uparrow \uparrow }^{CIP}}}={\frac {(\rho _{F+}-\rho _{F-})^{2}}{(2\rho _{F+}+\chi \rho _{N})(2\rho _{F-}+\chi \rho _{N})}},}
где {\displaystyle \chi =b/a}.
Як і для CIP, еквівалентна схема CPP-структури складається з паралельно з'єднаних каналів опорів для електронів з протилежними напрямками спінів. Відмінність від попереднього випадку полягає лише у коефіцієнті пропорційності між питомим і інтегральним опорами, оскільки електрон тепер має подолати не поздовжній розмір L, а товщини шарів a і b. Якщо позначити через S площу структури, то
{\displaystyle R_{\uparrow \uparrow }^{CPP}={\frac {1}{S}}\left({\frac {1}{2a\rho _{F+}+b\rho _{N}}}+{\frac {1}{2a\rho _{F-}+b\rho _{N}}}\right)^{-1},}
{\displaystyle R_{\uparrow \downarrow }^{CPP}={\frac {a(\rho _{F+}+\rho _{F-})+b\rho _{N}}{S}}.}
Це означає, що вираз для магнетоопору не зміниться:
{\displaystyle {\frac {\Delta R^{CPP}}{R^{CPP}}}={\frac {R_{\uparrow \downarrow }^{CPP}-R_{\uparrow \uparrow }^{CPP}}{R_{\uparrow \uparrow }^{CPP}}}={\frac {(\rho _{F+}-\rho _{F-})^{2}}{(2\rho _{F+}+\chi \rho _{N})(2\rho _{F-}+\chi \rho _{N})}}}.

#### Модель Валета— Ферта
У 1993 році Тьєрі Валетом (англ. Thierry Valet) і Альбером Фертом було опубліковано модель гігантського магнетоопору для CPP-геометрії, побудовану на основі кінетичних рівнянь Больцмана. Суть теорії полягає у розгляді розщеплення хімічного потенціалу на дві функції всередині магнітного шару, які відповідають електронам зі спінами паралельними та антипаралельними намагніченості в ньому. Якщо вважати, що товщина немагнітного шару досить мала, то в зовнішньому електричному полі E0 поправки до електрохімічного потенціалу і поля всередині зразка матимуть вигляд
{\displaystyle \Delta \mu ={\frac {\beta }{1-\beta ^{2}}}eE_{0}l_{s}e^{z/l_{s}},}
{\displaystyle \Delta E={\frac {\beta ^{2}}{1-\beta ^{2}}}eE_{0}l_{s}e^{z/l_{s}},}
де ls — середня довжина спінової релаксації, а координата {\displaystyle z} відраховується від межі між магнітним і немагнітним шарами ({\displaystyle z<0} відповідає феромагнетик). Звідси випливає, що на межі феромагнетика будуть накопичуватися ті електрони, для яких хімічний потенціал більший, що можна представити у вигляді потенціалу спінової акумуляції VAS, або так званого інтерфейсного опору (що відповідає межі інтерфейсу феромагнетик — немагнітний матеріал)
{\displaystyle R_{i}={\frac {\beta (\mu _{\uparrow \downarrow }-\mu _{\uparrow \uparrow })}{2ej}}={\frac {\beta ^{2}l_{sN}\rho _{N}}{1+(1-\beta ^{2})l_{sN}\rho _{N}/(l_{sF}\rho _{F})}},}
де j — густина струму в зразку, lsN і lsF — довжини спінової релаксації у немагнітному і магнітному матеріалах відповідно.

## Методи отримання

### Матеріали і експериментальні дані
Можна підібрати досить багато комбінацій матеріалів, що будуть демонструвати ефект гігантського магнетоопору. Часто використовуються і широко досліджувались наступні:
- FeCr [13]
- Co10Cu90: {\displaystyle \delta _{H}=40\;\%} при кімнатній температурі[35]
- [110]Co95Fe5/Cu: {\displaystyle \delta _{H}=110\;\%} при кімнатній температурі[34]

Величина магнетоопору залежить від багатьох параметрів, таких як геометрія приладу (CIP або CPP), температура зразка, товщина шарів феромагнітних і неферомагнітних матеріалів. При температурі 4,2 К і фіксованій товщині шару кобальту в 1,5 нм зміна товщини шару міді {\displaystyle d_{Cu}} від 1 до 10 нм призводила до різкого зменшення {\displaystyle \delta _{H}} від 80 до 10 % у CIP-геометрії. У той же час з CPP-геометрією максимальний ефект на рівні 125 % досягався при dCu=2,5 нм. Збільшення {\displaystyle d_{Cu}} до 10 нм призводило до зменшення {\displaystyle \delta _{H}} до 60 %. Залежність {\displaystyle \delta _{H}(d_{Cu})} мала осцилюючий характер.
Надґратка з шарів кобальту і міді товщинами 1,2 та 1,1 нм при зміні температури від близької до абсолютного нуля до 300 К демонструвала зменшення величини ефекту від 40 до 20 % в CIP-геометрії й від 100 до 55 % у CPP-геометрії.
Існують дослідження спінових клапанів з неметалевими немагнітними прошарками. А саме, для органічних прошарків при 11 К фіксувався гігантський негативний магнетоопір до 40 %. Спінові клапани на графені різної конструкції демонстрували ГМО на рівні 12 % при температурі 7 К і 10 % при температурі 300 К. Але теоретичні оцінки дозволяють вважати верхню межу ефекту до 109 %.
До посилення ефекту призводить використання спінових фільтрів, що поляризують спіни електронів під час проходження електричного струму. Такі фільтри виготовляються з металів типу кобальту. Для фільтру товщиною {\displaystyle t} з довжиною вільного пробігу електронів {\displaystyle \lambda } спостерігалася зміна провідності {\displaystyle \Delta G}, яку можна записати як
{\displaystyle \Delta G=\Delta G_{SV}+\Delta G_{f}(1-e^{\beta t/\lambda }),}
де {\displaystyle \Delta G_{SV}} — зміна провідності спінового клапану без фільтра, {\displaystyle \Delta G_{f}} — максимальне збільшення провідності за використання фільтра, {\displaystyle \beta } — параметр матеріалу фільтра.

### Типи ГМО
Класифікацію часто проводять по типам пристроїв, у яких проявляеться ефект ГМО.

#### ГМО в плівках

##### Антиферомагнітні надґратки
Ефект ГМО у плівках вперше спостерігався Фертом і Грюнбергом при дослідженні надґраток, що складались з феромагнітних і немагнітних шарів. Товщина немагнітного шару підбирається така, аби взаємодія між шарами була антиферомагнітною, і, як результат, основним станом була антипаралельна орієнтація намагніченостей у сусідніх шарах. Тоді при зовнішній дії, наприклад, магнітним полем, орієнтація векторів намагніченості в різних шарах може бути змінена на паралельну. Це супроводжується значною зміною електричного опору структури.
Взаємодія магнітних шарів у подібних структурах відбувається за допомогою так званого антиферомагнітного спарювання. Його наслідком є осциляції коефіцієнта ГМО в залежності від товщини немагнітного прошарку. У перших сенсорах магнітного поля, що використовували антиферомагнітні надґратки, поле насичення було дуже великим (до десятків тисяч ерстед) внаслідок сильної антиферомагнітної взаємодії між плівками хрому і заліза (кобальту), а також сильними полями анізотропії в них. Тому чутливість подібних пристроїв була дуже низькою. Пізніше у них почали застосовувати пермалой (у магнітних шарах) і срібло (у немагнітних шарах), що знизило поле насичення до десятків ерстед.

##### Спінові клапани на обмінному зміщенні
Найвдалішою виявилася конфігурація тих спінових клапанів, у яких ефект ГМО виникає внаслідок обмінного зміщення. Вони складаються з сенсорного шару, прошарку, «фіксованого» шару і антиферомагнітно спрямованого фіксуючого шару. Останній з них використовується для фіксації напрямку намагніченості у «фіксованому» шарі. Усі шари крім фіксованого досить тонкі для забезпечення низького опору структури. Реакція на зовнішнє магнітне поле полягає в зміні напрямку намагніченості сенсорного шару відносно «фіксованого».
Основною відмінністю таких спінових клапанів від інших багатошарових ГМО-пристроїв є монотонна залежність амплітуди ефекту від товщини dN прошарку між магнітними шарами, що можна преставити у вигляді феноменологічної залежності
{\displaystyle \delta _{H}(d_{N})=\delta _{H0}{\frac {\exp \left(-d_{N}/\lambda _{N}\right)}{1+d_{N}/d_{0}}},}
де {\displaystyle \delta _{H0}} — деякий коефіцієнт нормування ГМО, {\displaystyle \lambda _{N}} — довжина вільного пробігу електронів у немагнітному шарі, d0 — ефективна товщина, що враховує шунтування інших елементів структури. Можна привести подібний вираз для залежності від товщини феромагнітного шару:
{\displaystyle \delta _{H}(d_{F})=\delta _{H1}{\frac {1-\exp \left(-d_{F}/\lambda _{F}\right)}{1+d_{F}/d_{0}}}.}
Сенс параметнів формули той же, що і у попередній залежності, але тепер для феромагнетика, що використовується.

##### Багатошарові структури без зв'язку (псевдоспінові клапани)
Ефект ГМО також може спостерігатися й за відсутності антиферомагнітного спарювання. У такому випадку магнетоопір виникає через різниці у коерцитивних силах (наприклад, менша у пермалою і більша у кобальту). У багатошарових структурах типу пермалой/мідь/кобальт/мідь зовнішнє магнітне поле призводить до перемикання між різними напрямками намагніченості насичення в шарах (паралельня при більших полях і антипаралельна у малих). Подібні системи характеризуються меншим полем насичення і більшим {\displaystyle \delta _{H}}, ніж надґратки з антиферомагнітним зв'язком. Також подібний ефект спостерігається у структурах кобальту і міді. Фактично, існування таких структур означає, що для спостереження ГМО необхідною умовою є не зв'язок між шарами, а деякий розподіл магнітного моменту в структурі, котрим можна керувати зовнішнім полем.

##### Інверсний ефект ГМО
У випадку інверсного ефекту мінімум опору спостерігається при антипаралельній орієнтації намагніченості у шарах надґратки. Інверсний ефект ГМО спостерігається, коли магнітні шари складаються з різних матеріалів, наприклад NiCr/Cu/Co/Cu. Якщо записати питомий опір шару для електронів з протилежними напрямкамии спінів у вигляді {\displaystyle \rho _{\uparrow ,\downarrow }={\frac {2\rho _{F}}{1\pm \beta }}}, то для нікель-хромового и кобальтового шарів знаки коефіцієнту спінової асиметрії {\displaystyle \beta } будуть різні. За достатньої товщини шару NiCr його внесок перевищить внесок кобальтового шару, що й призведе до спостереження інверсного ефекту. Так як інверсія ефекту залежить лише від знаку добутку коефіцієнтів {\displaystyle \beta } у сусіднії феромагнітних шарах, а не від їх знаків окремо, аби абстрагуватися від конкретного механізму взаємодії спінів електронів з магнітними моментами атомів, іноді авторами оговорюється знак {\displaystyle \beta }, що враховується у послідуючих розрахунках.
Відомо, що аналогічні нікель-хромовому шару властивості також буде демонструвати нікель, легований ванадієм, у той час як легування залізом, кобальтом, марганцем, золотом чи міддю не призведе до спостереження інверсного ефекту у розглянутій вище структурі.

#### ГМО у зернистих структурах
ГМО у зернистих сплавах (до десятків нанометрів) феромагнітних і немагнітних металів було виявлено у 1992 році й пізніше пояснено спін-залежним розсіянням носіїв струму на поверхні та в об'ємі гранул. Гранули утворюють феромагнітні кластери, зазвичай діаметром близько 10 нм, які оточені немагнітним металом, що може бути описано як ефективна плівкова надґратка. Необхідною умовою для матеріалів таких сплавів є погана взаємна розчинність компонент (наприклад, кобальт і мідь). На властивості таких структур сильно впливає час і температура віджигу: можна отримати від'ємний ГМО, котрий збільшуватиметься при збільшенні температури.

## Використання

### Сенсори на спінових клапанах

#### Загальна схема

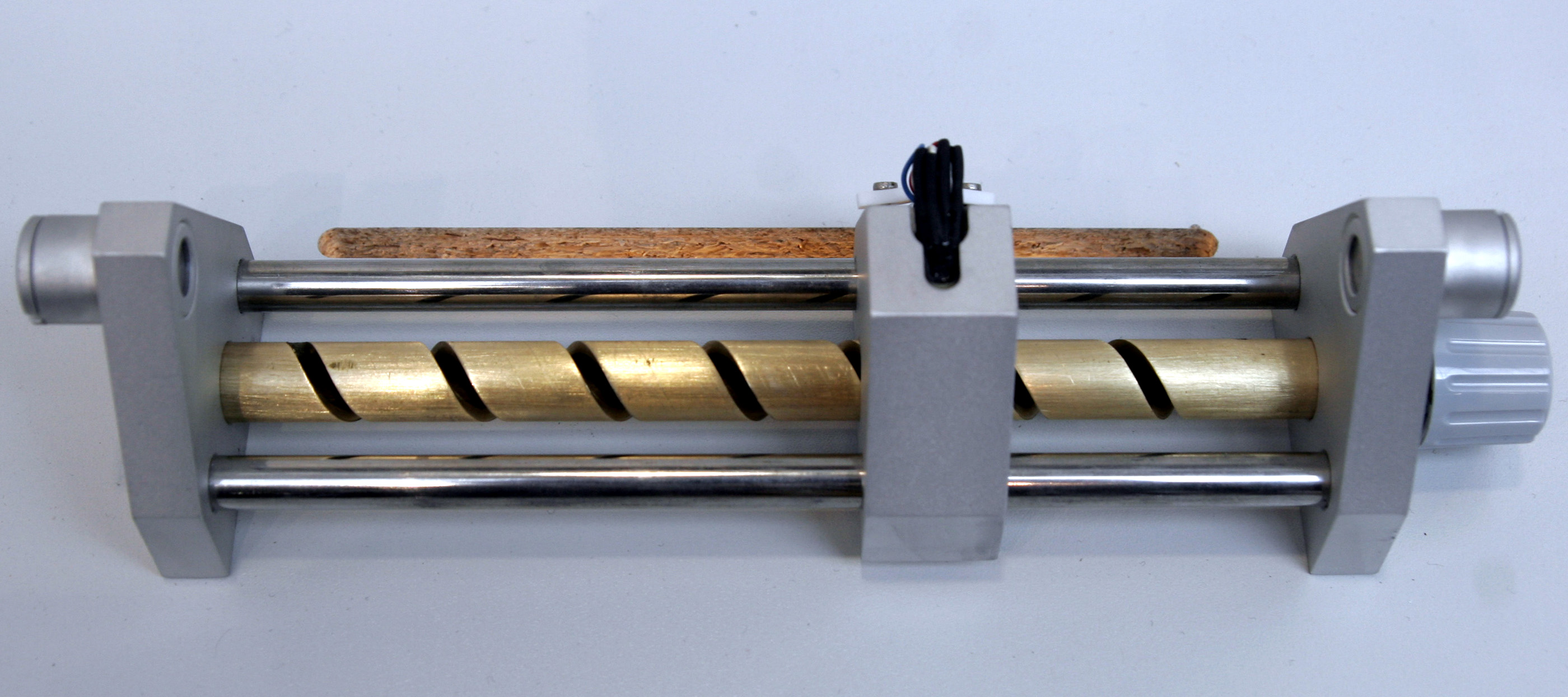
Копія ГМО-сенсора, розробленого Петером Грюнбергом

Одною з основних сфер застосування ГМО є вимірювальна техніка: на базі ефекту було створено датчики магнітного поля різного призначення (у зчитуючих голівках накопичувачів на жорстких магнітних дисках, де відбувається визначення напрямку магнітного поля у комірці, що зберігає біт інформації, біосенсорах, засобах детекції та вимірювання коливань у МЕМС та ін.). Типовий датчик, що використовує ефект ГМО, складається з семи шарів:
1. Кремнієва підкладка.
2. Зв'язувальний шар.
3. Сенсорний (нефіксований, змінний) шар.
4. Немагнітний шар.
5. Фіксуючий (пінінговий) шар.
6. «Антиферомагнітний» (фіксований) шар.
7. Захисний шар.

Як зв'язувальний і захисний шари часто використовують тантал, а немагнітним шаром слугує мідь. У сенсорному шарі намагніченість може вільно орієнтуватися зовнішнім магнітним полем. Він виготовляється з поєднання NiFe чи кобальтових сплавів. Антиферомагнітний шар виготовляється з плівок FeMn чи NiMn. Напрямок намагніченості у ньому визначається фіксуючим шаром з магнітотвердого матеріалу, наприклад, кобальту. Такий сенсор характеризується асиметричною петлею гістерезису, що пов'язано з наявністю магнітотвердого шару, який фіксує напрямок намагніченості у робочому діапазоні полів.
У спінових клапанах також спостерігається анізотропний магнетоопір, що призводить до асиметрії кривої чутливості. Його врахування дає значення магнетоопору, що дуже добре збігається зі спостережуваним на практиці.

#### Реалізація у жорстких дисках
У жорстких дисках (HDD) інформація кодується за допомогою магнітних доменів, коли одному напрямку намагніченості у них ставиться у відповідність логічна одиниця, а протилежному — логічний нуль. Розрізняють поздовжній і перпендикулярний методи запису.
У поздовжньому методі домени розташовуються у площині пластини, тобто напрямок в них паралельний поверхні. Між доменами завжди формується перехідна область (доменна стінка), в області котрої на поверхню виходить магнітне поле. Якщо доменна стінка утворилась на межі двох північних полюсів доменів, то поле напрямлено назовні, а якщо її утворили південні полюси — то всередину. Аби зчитати напрямок магнітного поля над доменною стінкою, у феромагнітному шарі сенсора фіксується напрямок намагніченості перпендикулярно площині пластини диску, а в сенсорному шарі паралельно до неї. Зміна напрямку зовнішнього магнітного поля відхиляє намагніченість у сенсорному шарі від рівноважного положення вгору чи вниз. Коли напрямок відхилення збігається з напрямком у фіксованому шарі, то електричний опір сенсора зменшується і навпаки, за різних напрямків детектується збільшення опору. Таким чином визначається взаємна орієнтація доменів над якими пройшла зчитувальна голівка.
В наш час широко застосовується вертикальне розміщення доменів, що дозволяє суттєво збільшити густину розміщення бітів на поверхні пластини. При цьому на поверхню виходить поле, що утворюється самим доменом.

### Магнітна оперативна пам'ять

Використання спінового клапана в MRAM. 1 Спіновий клапан як комірка пам'яті (стрілки позначають наявність феромагнітних шарів). 2 Лінія рядка. 3 Лінія стовпчика. Еліпси зі стрілками позначають силові лінії магнітного поля навколо ліній рядка і стовпчика під час проходження електричного струму в них.

Комірка магніторезистивної оперативної пам'яті (англ. Magnetic Random Access Memory, MRAM) складається зі структури, подібної сенсору на спіновому клапані. Значення біту, що зберігається, може кодуватися напрямком намагніченості у сенсорному шарі, який в даному випадку виступає носієм інформації. Зчитування відбувається шляхом вимірювання опору структури. Переваги подібної технології полягають в незалежності від джерел живлення, низькому енергоспоживанні та високій швидкодії.
У типовому блоці пам'яті на основі магнеторезистивного ефекту, що зберігає один біт інформації, ГМО-структура формату CIP розміщується між двома провідниками, які орієнтовані перпендикулярно по відношенню один до одного. Ці провідники називають лініями рядків і стовпців. Імпульси електричного струму, які проходять крізь лінії, генерують вихрьове магнітне поле, котре діє на ГМО-структуру. Контури силових ліній поля близькі до еліпсу за своєю формою, а напрямок поля (за чи проти годинникової стрілки) визначається напрямком струму по лінії.
Таким чином, напрямко поля, що створюється лінією стовпчика, напрямлено практично паралельно магнітним моментам, і воно не може їх розвернути. Лінія рядка створює поле, перпендикулярне ним і незалежно від величини поля може повернути намагніченість лише на 90°. При одночасному проходженні імпульсів по лініям рядків і стопчиків сумарний магнітне поле у місці розташування ГМО-структури буде напрямлено під гострим кутом по відношенню до одних моментів і під тупим по відношенню до інших. Якщо величина поля перевищить деяке критичне значення, то останні змінять свій напрямок.
Використовуються різні схеми збереження і зчитування інформації з описаної комірки. В одній з них інформація зберігається у рухомому шарі структури. Тоді операція читання визначає, чи змінився опір структури при прикладанні магнітного поля. При цьому зчитаний біт стирається і його необхідно записати у комірку знову. В іншій схемі інформацію зберігає фіксований шар, що потребує більших струмів для запису в порівнянні зі струмами зчитування.
На сьогодні у випадку MRAM гігантський магнетоопір поступився місцем тунельному. В подібних структурах також необхідні вентильні елементи, що попереджують блукаючі струми між комірками пам'яті. Таким вентильним елементом може бути МОН-транзистор, до стоку якого підключається ГМО-структура, до витоку — заземлення, а до затвора — одна з ліній, що слугує для зчитування.

### Інші застосування
Магнеторезистивні ізолятори для безконтактної передачі сигналу між двома гальванічно ізольованими частинами електричних схем вперше були продемонстровані у 1997 році як альтернатива оптопарам завдяки кращій інтегровності. Міст Вітстона з чотирьох однакових ГМО-приладів нечутливий до однорідного магнітного поля й реагує лише тоді, коли напрямки полів антипаралельні у сусідніх ніжках моста. Подібні прилади були продемонстровані у 2003 році й можуть використовуватись як випрямлячі струму з лінійною АЧХ. Узагальнена до чотирьох незалежних струмів схема подібного моста (транспінор, англ. transpinnor) була зроблена Сіонгте Баі у 2002 році й може використовуватись як логічний вентиль.

### Статті
- Ферт А. Происхождение, развитие и перспективы спинтроники // УФН. — 2008. — Т. 178, вип. 12. — С. 1336—1348. — DOI:10.3367/UFNr.0178.200812f.1336.

- P. Grünberg, R. Schreiber, Y. Pang, M. B. Brodsky, and H. Sowers (1986). Layered Magnetic Structures: Evidence for Antiferromagnetic Coupling of Fe Layers across Cr Interlayers. Physical Review Letters. 57 (19): 2442—2445. doi:10.1103/PhysRevLett.57.2442. PMID 10033726.
- A. Vedyayev, M. Chshiev, N. Ryzhanova, B. Dieny, C. Cowache and F. Brouers (1997). A unified theory of CIP and CPP giant magnetoresistance in magnetic sandwiches. JMMM. 172 (1–2): 53—60. doi:10.1016/S0304-8853(97)00081-4.
- Bazaliy, Y. B., Jones, B. A. and Zhang, S.-C. (1998). Modification of the Landau-Lifshitz equation in the presence of a spin-polarized current in colossal- and giant-magnetoresistive materials. PRB. 57 (6): R3213—R3216. doi:10.1016/S0304-8853(97)00081-4.

### Книги
- Hirota, E., Sakakima, H., Inomata, K. Giant Magneto-Resistance Devices. — 177 p. — ISBN 978-3-540-41819-1.
- Adrian D. Torres, Daniel A. Perez. Giant Magnetoresistance: New Research. — Nova Science Publishers, 2008. — 289 p. — ISBN 9781604567335.
- Nicola A. Spaldin. Magnetic Materials: Fundamentals and Applications. — 2nd ed. — Cambridge University Press, 2010. — 288 p. — ISBN 9780521886697.
- Peter R. Savage. Giant Magnetoresistance: Technology and Markets for Sensors, Disk Storage, Mram, and Spintronics. — John Wiley & Sons Inc, 2000. — Vol. 276. — 136 p. — (Technical insights) — ISBN 9780471414162.